# 圣伯拉削堂 (威尼斯)
圣伯拉削堂（San Biagio）是一座供奉圣伯拉削（Saint Blaise）的教堂，位于意大利威尼斯城堡区。
教堂现在位于海军历史博物馆（Museo Storico Navale）附近，由一位随军神父主持。 直到1511年，这里曾是希腊社区的希腊正教会教堂，这个希腊社区是在君士坦丁堡陷落后移民到了威尼斯。它在1745 - 1752年重建，可能由菲利波·罗西（Filippo Rossi）设计。拱顶有Giovanni Scajaro的壁画“圣伯拉削在荣耀中”。祭台是从圣亚纳教堂转移到此。左手边的墙上有安葬奥地利大公弗朗西斯·弗雷德里克（Francis Frederick, Archduke of Austria）（1847年去世）心脏的陵墓。海军上将安杰洛·伊莫（Angelo Emo）陵墓（1792年去世）的雕像（1818年）由吉奥瓦尼·费拉里（Giovanni Ferrari）雕刻。